# Хуруфийя (движение)
Движение Хуруфийя (араб. حروفية‎) — эстетическое движение, возникшее во второй половине XX века среди арабских и североафриканских художников, которые использовали свое понимание традиционной исламской каллиграфии в рамках принципов современного искусства. Сочетая традиции и современность, эти художники работали над развитием панарабского визуального языка, который прививал чувство национальной идентичности в их национальных государствах, которые в этот период избавлялись от колониального господства и утверждали свою независимость. Движение получило по хуруфизму, ветви суфизма, возникшей в конце XIV-начале XV века. Историк искусства Сандра Дагер охарактеризовала Хуруфийю как самое важное движение, возникшее в арабском мире искусства в XX веке.

## Определение
Термин «хуруфийя» происходит от арабского слова «хуруф» — буквы. Использование его для описания движения современного искусства является отсылкой к средневековой системе преподавания, соединённой с политической теологией и леттризмом. В этой теологии буквы рассматривались как первозданные символы, управляющие космосом. Таким образом, термин «хуруфийя» наделён суфийским интеллектуальным и эзотерическим смыслом.
Арт-движение Хуруфийя (также известное как движение Аль-хуруфийя или движение Леттризма) характеризует использование каллиграфии в качестве графического элемента в художественном произведении, как правило, абстрактной работе. Панарабское художественное движение Хуруфийя отличается от Леттристского интернационала, у которого была алжирская секция, основанная в Шлефе в 1953 году Хаджем Мохаммедом Даху.
Термин «хуруфийя» является спорным и был отвергнут рядом исследователей, в том числе Видждан Али, Надой Шабаут и Карен Дабровска. Для описания экспериментального использования каллиграфии в современном арабском искусстве был предложен альтернативный термин Каллиграфическая школа искусства (Аль-медресе Аль-Хаттия Филь-Фанн).

## История и философия

«Старый суфий оплакивает свою потерянную молодость», страница из суфийской рукописи XIII века. Суфийское искусство служило одним из источников вдохновения для движения Хуруфийя.

Традиционное искусство хуруфи было связано строгими правилами, которые, среди прочего, ограничивали каллиграфию религиозными произведениями и запрещали изображение людей в рукописях. Практикующие каллиграфы обучались с мастером в течение многих лет, чтобы изучить как технику, так и правила, регулирующие каллиграфию. Современные художники хуруфийя освободились от этих правил, позволив арабским буквам быть деконструированными, изменёнными и включёнными в абстрактные произведения искусства.
Использование традиционных арабских элементов, в частности каллиграфии, в современном искусстве получило своё развитие независимо друг от друга в различных исламских государствах. Немногие из художников, работающих в этой области, имели знания друг о друге, что позволило различным проявлениям хуруфийи развиваться в разных регионах. В Судане, например, движение было известно как Старая хартумская школа и имело значительные отличия от прочих стран, в нём были объединены как африканские мотивы, так и каллиграфия, в то время как материалы, такие как кожа и дерево, заменили холст, определив его особый африканский стиль. В Марокко движение характеризовалось заменой масла на традиционные материалы: художники отдавали предпочтение традиционным красителям, таким как хна, и включали в себя ткачество, ювелирные изделия и татуировку, с добавлением традиционных берберских мотивов. В Иордании это движение было известно как движение Аль-хуруфийя, в то время как в Иране — как движение Сакка-Ханех.
Некоторые исследователи считают художницу Мадиху Омар, которая работала в США и Багдаде с середины 1940-х годов, основательницей движения, поскольку она была первой, кто исследовал использование арабской письменности в контексте современного искусства в 1940-х годах и выставил работы, вдохновлённые хуруфией, в Вашингтоне в 1949 году. Однако другие искусствоведы считают её лишь предшественницей Хуруфийи. По другой версии движение хуруфийя возникло в Северной Африке, в районе Судана, с работы Ибрагима эль-Салахи, который первоначально исследовал коптские рукописи, что привело его к эксперименту с арабской каллиграфией. Очевидно, что к началу 1950-х годов ряд художников в разных странах экспериментировали с работами, основанными на каллиграфии, в том числе иракский художник и скульптор Джамиль Хамуди, который экспериментировал с графическими возможностями использования арабских символов ещё в 1947 году; иранские художники Нассер Ассар (1928—2011) и Хоссейн Зендеруди, получивший приз на Парижской биеннале 1958 года.
Художники движения отвергали западные художественные концепции и вместо этого развивали новую художественную идентичность, взятую из их собственной культуры и наследия. Эти художники успешно интегрировали исламские визуальные традиции, особенно каллиграфию, в современные, местные композиции. Общий концепт для художников Хуруфийи заключается в том, что все они использовали красоту и мистицизм арабской каллиграфии, но использовали её в современном, абстрактном контексте. Хотя работавшие в этом направлении пытались войти в своём творчестве в диалог с национализмом, они также работали над более широкой эстетикой, которая выходила за национальные границы и представляла принадлежность к арабской идентичности в постколониальный период.
Историк искусства Кристиан Трейчл следующим образом описывала использование каллиграфии в современном искусстве:
«Они деконструируют письмо, эксплуатируют его и превращают в индексный знак каллиграфии, традиции и культурного наследия. Поскольку знак является чисто эстетическим и только лингвистическим в своей культурной ассоциации, он открывает доселе неисследованные возможности для интерпретации и привлекает различные аудитории, но все же сохраняет связь с собственной культурой соответствующего художника… Художники Хуруфийи устраняют означающую функцию языка. Символы становятся чистыми знаками, и временно лишённые своего референтного значения они становятся доступными для новых значений.»
Движение Хуруфийя не ограничивалось только художниками, но также включало в себя важных керамистов, таких как иорданец Махмуд Таха, который объединил традиционную эстетику, включая каллиграфию, с современными технологиями производства керамики, а также скульпторов, таких как катарец Юсеф Ахмад и иракцы Джавад Салим и Мохаммед Гани Хикмат. Кроме того, движение не было организовано по формальным линиям в арабоязычных странах. В некоторых арабских странах художники Хуруфийя образовали формальные группы или общества, такие как Группа одного измерения (Аль-Буад Аль-Вахад), которая опубликовала свой манифест. В то же время в других странах художники, работавшие в этом направлении независимо в одном и том же городе, даже не знали друг друга. 
Историк искусства Сандра Дагер охарактеризовала Хуруфийю как самое важное движение, возникшее в арабском мире искусства в XX веке. Однако Cambridge Companion to Modern Arab Culture признавал её важность с точки зрения источника для вдохновения для арабского национализма, описывал её не как движение, а как школу. 

### Эволюция движения
Искусствоведы выделяют три поколения художников движения Хуруфийя:
Первое поколение: пионеры, вдохновляемые обретением независимости своих народов, искали новый эстетический язык, который позволил бы им выразить свой национализм. Эти художники отказались от европейских методов и материалов, обратившись к местным материалам и введя арабскую каллиграфию в своё искусство. Для этой группы художников арабские буквы занимали центральное место в их произведениях. К этому поколению относились иорданский художник и принцесса Видждан Али, суданский художник Ибрагим эль-Салахи, иракские художники Шакир Хассан Аль Саид, Джамиль Хамуди и Джавад Салим, ливанская художница и поэтесса Этель Аднан и египетский художник Рамзи Мустафа.
Второе поколение: художники, большинство из которых жили за пределами своих стран, но использовали их традиции, культуру и язык в своих работах. Художник Диа Аззави — типичный представитель этого поколения
Третье поколение: современные художники, которые впитали международную эстетику и иногда использующие арабскую и персидскую письменность. Они деконструируют буквы и используют их в исключительно абстрактной и декоративной манере. К этому поколению среди прочих относятся Гольназ Фатхи и Лаллы Эссаиди.